# لا فیریا (تگزاس)
لا فیریا، تگزاس(به انگلیسی: La Feria, Texas) شهری در ایالت تگزاس از ایالات جنوبی ایالات متحده آمریکا است. در سرشماری سال ۲۰۰۰، جمعیت این شهر ۶۱۱۵ نفر اعلام شد.